# Balkankrigen
Balkankrigen avser de två krig som ägde rum i sydöstra Europa 1912 och 1913. Första Balkankriget bröt ut den 8 oktober 1912 när Bulgarien, Grekland, Montenegro och Serbien (se Balkanförbundet), anföll det Osmanska riket vilket avslutade dess 500-åriga styre på Balkan i ett sju månaders långt fälttåg som resulterade i Londonfördraget.
Andra Balkankriget bröt ut den 16 juni 1913 då Bulgarien var missnöjt över fördelningen av bytet i Makedonien, som gjorts i hemlighet av dess tidigare allierade, Serbien och Grekland. Deras arméer slog tillbaka den bulgariska offensiven, gick till motattack och trängde in i Bulgarien, medan Rumänien och Osmanska riket tog tillfället i akt att ingripa mot Bulgarien och gjorde territoriella vinster. I det resulterande Bukarestfördraget förlorade Bulgarien de flesta av de områden som vunnits under det första Balkankriget.

## Första Balkankriget 1912-1913
Flera stater på Balkan ville bryta den allt svagare osmanska dominansen i området. År 1912 bildade Serbien, Bulgarien, Grekland och Montenegro det så kallade Balkanförbundet, och i oktober samma år anföll de Osmanska riket, vars välde på Balkan föll snabbt. Senare, år 1913, försökte den osmanska regeringen återuppta striderna, men tvingades till kapitulation i maj 1913. Osmanska riket fick avstå samtliga sina områden på Balkan utom en liten del av sydöstligaste Thrakien.

## Andra Balkankriget 1913
Bland de segrande makterna uppstod dock snart oenighet om de erövrade områdena i Makedonien. Bulgarien, som ansåg att de skulle tilldelas lejonparten, förklarade i juni 1913 krig mot Serbien och Grekland. Rumänien och osmanerna ställde sig på de sistnämndas sida, och redan i slutet av juli slöts vapenstillestånd. Fredsavtalet undertecknades i augusti 1913.

## Krigens följder
Balkankrigen, som tjänade som en ouvertyr till första världskriget, innebar att den osmanska dominansen på Balkan bröts. Dubbelmonarkin Österrike-Ungern erfor ett hot från Serbien, som hade fördubblat sitt territorium. Förloraren Bulgarien sökte revansch genom sin allians med Österrike-Ungern.